# Inger Johnsson
Inger Johnsson, född 1951 är en svensk diakonissa, franciskannunna i Svenska kyrkan i Klaradals kloster i Sjövik, Lerums kommun, Västergötland,  psalmförfattare. Hon är representerad i Den svenska psalmboken 1986 med originaltexten till psalm nummer 359.
Psalmer:
- Jesus, jag dig älskar (1986 nr 359) Text: Inger Johnsson 1977, Bengt Pleijel 1977, efter engelsk text.